# ジャンキーXL
ジャンキーXL（Junkie XL）は、オランダ人ミュージシャンのトム・ホーケンバーグ（Tom Holkenborg、1967年12月8日 - ）によるソロ・プロジェクトである。
1990年代のビッグ・ビートムーヴメントを担った当事者の1人であり、ロックとダンスのクロスオーバー分野におけるパイオニアの一翼である。
トム・ホルケンボルフという表記も見られる。

## 概要
1994年、インダストリアル系ロックバンドのメンバーとしてオランダ国内でデビュー。しかしすぐにバンド活動を離れ音楽プロデューサー業に転進し、映画音楽、ゲーム音楽、テレビCM製作などに携わっている。ミュージシャンとしてのソロ･ワーク開始は1998年にアメリカ・カリフォルニア州に拠点を移して以後のことである。
2002年に手掛けたエルヴィス・プレスリーの「ア・リトル・レス・カンヴァセーション」のリミックスが全世界でヒットし、以降、コールドプレイやブロック・パーティーといったロックバンドやブリトニー・スピアーズ、アヴリル・ラヴィーンといった女性歌手まで幅広いアーティストのリミックスを数多く手掛ける世界的人気リミキサーとしても活躍している。日本でも、melody.、浜崎あゆみらの楽曲をリミックスしたことで知られる。
3rdアルバム『ラジオJXL〜ア・ブロードキャスト・フロム・ザ・コンピューター・ヘル・キャビン』ではデイヴ・ガーン（デペッシュ・モード）、ロバート・スミス（ザ・キュアー）、チャックD（パブリック・エナミー）、ソロモン・バークら錚々たる面子とのコラボも敢行し話題となった。
数多くのリミックス依頼や各種サントラの製作などを行う一方、コンスタンスにアルバムをリリースしつつライヴ活動にも精力的で、ロック・フェスティバルへの参加も多い。スタジオ作業/ライヴ活動共に非常にフットワークの軽い人物である。
2011年発売のゲームSaints Row: The Thirdに「Angry Elephants」が使用されている。

## ディスコグラフィ

### スタジオ・アルバム
- 『サタデイ・ティーンエイジ・キック』 - Saturday Teenage Kick (1997年)
- 『ビッグ・サウンズ・オブ・ザ・ドラッグス』 - Big Sounds of the Drags (1999年)
- 『ラジオJXL〜ア・ブロードキャスト・フロム・ザ・コンピューター・ヘル・キャビン』 - Radio JXL: A Broadcast from the Computer Hell Cabin (2003年)
- 『トゥデイ』 - Today (2006年)
- 『ブーミング・バック・アット・ユー』 - Booming Back at You (2008年)
- 『シンセサイズド』 - Synthesized (2012年)

### EP
- 『ビリー・クラブ』 - Billy Club (1998年)
- More EP (2007年) ※フィーチャリング・ローレン・ロケット
- Cities in Dust EP (2008年) ※フィーチャリング・ローレン・ロケット
- Fairlight EP (2010年) ※フィーチャリング・ヤン・ハマー

### 映画音楽
- 『DOA/デッド・オア・アライブ』 - DOA: Dead or Alive (2006年)
- 『誘拐 狙われたハイネケン』 - De Heineken ontvoering (2011年)
- 『パワー・ゲーム』 - Paranoia (2013年)
- 『300 〈スリーハンドレッド〉 〜帝国の進撃〜』 - 300: Rise of an Empire (2014年)
- 『ダイバージェント』 - Divergent (2014年)
- 『アメイジング・スパイダーマン2』 - The Amazing Spider-Man 2 (2014年) ※ハンス・ジマーとの共同作曲
- 『ラン・オールナイト』 - Run All Night (2015年)
- 『マッドマックス 怒りのデス・ロード』 - Mad Max: Fury Road (2015年)
- 『マッド・ドライヴ』 - Kill Your Friends (2015年)
- 『ブラック・スキャンダル』 - Black Mass (2015年)
- 『X-ミッション』 - Point Break (2015年)
- 『デッドプール』 - Deadpool (2016年)
- 『バットマン vs スーパーマン ジャスティスの誕生』 - Batman v Superman: Dawn of Justice (2016年) ※ハンス・ジマーとの共同作曲
- 『ブリムストーン』 - Brimstone (2016年)
- 『スペクトル』 - Spectral (2016年)
- 『ダークタワー』 - The Dark Tower (2017年)
- 『トゥームレイダー ファースト・ミッション』 - Tomb Raider (2018年)
- 『アリータ: バトル・エンジェル』 - Alita: Battle Angel (2018年)
- 『移動都市/モータル・エンジン』 - Mortal Engines (2019年)
- 『ターミネーター:ニュー・フェイト』 - Terminator: Dark Fate (2019年)
- 『ソニック・ザ・ムービー』 - Sonic the Hedgehog (2020年)
- 『ジャスティス・リーグ:ザック・スナイダーカット』 - Zack Snyder's Justice League（2021年）
- 『ゴジラvsコング』 - Godzilla vs. Kong (2021年)
- 『アーミー・オブ・ザ・デッド』 - Army of the Dead（2021年）
- 『355』 - The 355（2022年）
- 『REBEL MOON: パート1 炎の子』- Rebel Moon – Part One: A Child of Fire (2023年)
- 『REBEL MOON: パート2 傷跡を刻む者』 - Rebel Moon - Part Two: The Scargiver (2024年)
- 『ゴジラxコング 新たなる帝国』 - Godzilla x Kong: The New Empire（2024年）※アントニオ・ディ・イオーリオとの共同作曲
- 『マッドマックス:フュリオサ』- Furiosa: A Mad Max Saga（2024年予定）[3]

### ゲーム音楽
- Forza Motorsport (2005年)
- 『SSXブラー』 - SSX Blur (2007年)
- Saints Row: The Third (2011年)

### リミックス
(五十音順)
- アヴリル・ラヴィーン「ガールフレンド」
- エルヴィス・プレスリー「ア・リトル・レス・カンヴァセーション」
- カルチャー・クラブ「I'll Tumble 4 Ya」
- コールドプレイ「Talk」
- サラ・マクラクラン「World on Fire」
- シザー・シスターズ「The Land of Thousand Words」「Mary」
- ジャスティン・ティンバーレイク「What Goes Around...Comes Around」
- セックス・ピストルズ「Come On Everybody」
- ソウルフライ「Umbabarauma」
- 玉置成実「Believe」
- ティエスト「UR」
- T・レックス「Get It On」
- デイヴ・ガーン「Dirty Sticky Floors」
- デペッシュ・モード「Enjoy the Silence」
- ナタリー・インブルーリア「Beauty on the Fire」
- 浜崎あゆみ「Vogue」
- BT「Somnambulist (Simply Being Loved)」
- FACT「Lights of Vein」
- ファットボーイ・スリム「Weapon of Choice」
- フィア・ファクトリー「Cars」「Bionic Chronicle」「Blueprint」「Burn」
- ブリトニー・スピアーズ「ギミ・モア」「And Then We Kiss」「Outrageous」
- ブロック・パーティー「Sundays」
- マイケル・ブーブレ「Sway」「Spiderman Theme」
- マドンナ「4 Minutes」
- ミレーヌ・ファルメール「XXL」
- melody.「FEEL THE RUSH」
- ラムシュタイン「Feuer Frei!」
- 琉球アンダーグラウンド「Seragaki」